# Chelipoda obtusipennis
Chelipoda obtusipennis är en tvåvingeart som beskrevs av Collin 1933. Chelipoda obtusipennis ingår i släktet Chelipoda och familjen dansflugor. Inga underarter finns listade i Catalogue of Life.